# Jean Martin (umanista)
Jean Martin (Parigi, ... – 1553) è stato uno scrittore francese, umanista particolarmente interessato all'architettura, fu uno dei più importanti intellettuali del XVI secolo, nel periodo in cui si affermò in Francia in classicismo rinascimentale di origine italiana.

## Vita ed opere
Poco nota la sua biografia.
Fu fino al 1530 segretario di Massimiliano Sforza, poi del cardinale de Lenoncourt, presso il quale resterà per tutta la vita. 
Divenne conosciuto per aver curato l'edizione delle traduzioni di molte opere latine classiche o italiane moderne in francese. 
Gli si attribuisce l'edizione francese, uscita anonima nel 1546, dell'Hypnerotomachia Poliphili. 
Tuttavia Martin non fu un semplice traduttore coltivando un particolare interesse per l'architettura che lo portarono allo studio di Vitruvio. Gli viene attribuito il programma per le decorazioni urbane allestite per l'ingresso trionfale in Parigi di Enrico II nel 1549.
Collaborò negli anni '40 con Sebastiano Serlio di cui curò l'edizione in francese di alcuni dei libri del suo trattato.
Tuttavia la sua notorietà deriva principalmente dalla prima traduzione in francese del De architectura di Vitruvio pubblicato nel 1547, con illustrazioni di Jean Goujon tra cui esemplificazioni degli ordini di chiara derivazione serliana.
Scritti on line: http://architectura.cesr.univ-tours.fr/Traite/Auteur/Martin.asp?param=